# Ekstraklasa polska w futsalu (2010/2011)
Ekstraklasa polska w futsalu 2010/2011 – siedemnasta edycja najwyższych w hierarchii rozgrywek klubowych polskiej piłki futsalowej. Tytułu mistrzowski obroniła Akademia FC Pniewy, która w poprzednim sezonie wywalczyła go po raz pierwszy.

## Drużyny
| Uczestnicy poprzedniej edycji | Uczestnicy poprzedniej edycji | Uczestnicy poprzedniej edycji | Uczestnicy poprzedniej edycji | Uczestnicy poprzedniej edycji | Uczestnicy poprzedniej edycji |
| ----------------------------- | ----------------------------- | ----------------------------- | ----------------------------- | ----------------------------- | ----------------------------- |
| Akademia FC Pniewy            | 1                             |                               |                               |                               |                               |
| Jango Katowice                | 3                             |                               |                               |                               |                               |
| Rekord Bielsko-Biała          | 4                             |                               |                               |                               |                               |
| Pogoń 04 Szczecin             | 5                             |                               |                               |                               |                               |
| Grembach Zgierz               | 6                             |                               |                               |                               |                               |
| Kupczyk Kraków                | 7                             |                               |                               |                               |                               |
| Clearex Chorzów               | 8                             |                               |                               |                               |                               |
| TPH Polkowice                 | 9                             |                               |                               |                               |                               |
| GKS Tychy                     | 10                            |                               |                               |                               |                               |
| Gwiazda Ruda Śląska           | 11                            |                               |                               |                               |                               |
| Awans z I ligi 2009/2010      |                               |                               |                               |                               |                               |
| Red Devils Chojnice           |                               |                               |                               |                               |                               |
| Wisła Krakbet Kraków          |                               |                               |                               |                               |                               |

## Rozgrywki

### Tabela ligowa
| Lp. | Drużyna              | M  | Z  | R | P  | Bramki | Bramki | +/– | Pkt |
| --- | -------------------- | -- | -- | - | -- | ------ | ------ | --- | --- |
| 1   | Akademia FC Pniewy   | 22 | 19 | 1 | 2  | 104    | 36     | +68 | 58  |
| 2   | Wisła Krakbet Kraków | 22 | 17 | 4 | 1  | 108    | 51     | +57 | 55  |
| 3   | Rekord Bielsko-Biała | 22 | 14 | 1 | 7  | 98     | 66     | +32 | 43  |
| 4   | Grembach Zgierz      | 22 | 12 | 2 | 8  | 94     | 71     | +23 | 38  |
| 5   | TPH Polkowice        | 22 | 10 | 3 | 9  | 95     | 85     | +10 | 33  |
| 6   | Red Devils Chojnice  | 22 | 9  | 4 | 9  | 79     | 75     | +4  | 31  |
| 7   | Pogoń 04 Szczecin    | 22 | 8  | 3 | 11 | 60     | 84     | −24 | 27  |
| 8   | Clearex Chorzów      | 22 | 8  | 1 | 13 | 68     | 80     | −12 | 25  |
| 9   | Kupczyk Kraków       | 22 | 7  | 2 | 13 | 89     | 96     | −7  | 23  |
| 10  | Jango Katowice       | 22 | 6  | 1 | 15 | 59     | 103    | −44 | 19  |
| 11  | Gwiazda Ruda Śląska  | 22 | 6  | 0 | 16 | 47     | 98     | −51 | 18  |
| 12  | GKS Tychy            | 22 | 5  | 0 | 17 | 54     | 110    | −56 | 15  |

    = Mistrz Polski, Kwalifikacja do Pucharu UEFA 2011/2012
    = Baraż o I ligę
    = Spadek do II ligi
Źródło: Futsal Ekstraklasa – oficjalna strona
M. – miejsce, m. – liczba meczów, z. – zwycięstwa, r. – remisy, p. – porażki, b.z. – bramki zdobyte, b.s. – bramki stracone, pkt. – punkty
- Kupczyk Kraków i AUTO-MARK Boruta Zgierz wycofały się z rozgrywek,
- Jango Katowice nie otrzymało licencji na grę w Ekstraklasie.

### Najlepsi strzelcy
| Zawodnik            | Drużyna                                       | Bramki |
| ------------------- | --------------------------------------------- | ------ |
| Daniel Krawczyk     | AUTO-MARK Boruta Zgierz                       | 26     |
| Krzysztof Filipczak | Kupczyk Kraków (13), Wisła Krakbet Kraków (9) | 22     |
| Kamil Nowakowski    | TPH Polkowice                                 | 18     |
| Andrzej Szłapa      | Wisła Krakbet Kraków                          | 17     |
| Radek Polasek       | Rekord Bielsko-Biała                          | 17     |
| Marcin Kiełpiński   | Jango Katowice                                | 17     |